# Major League Baseball 2002
La stagione 2002 della Major League Baseball si è aperta il 31 marzo con la partita disputata ad Anaheim tra gli Anaheim Angels e i Cleveland Indians terminata 0-6.
L'All-Star Game si è giocato il 9 luglio al Miller Park di Milwaukee e si è concluso con un pareggio per 7-7.
Le World Series si sono svolte tra il 19 e il 27 ottobre, si sono concluse con la vittoria degli Anaheim Angels sui San Francisco Giants per 4 partite a 3. Per gli Angels è stato il primo successo della loro storia.
Alla fine della stagione regolare, sono stati registrati 67 858 176 spettatori, con una media di 28 134 spettatori per incontro.

## Regular Season

### American League
East Division
| # | Squadra              | Vittorie | Sconfitte | Perc. | Diff. |
| - | -------------------- | -------- | --------- | ----- | ----- |
| 1 | New York Yankees     | 103      | 58        | .640  | —     |
| 2 | Boston Red Sox       | 93       | 69        | .574  | 10.5  |
| 3 | Toronto Blue Jays    | 78       | 84        | .481  | 25.5  |
| 4 | Baltimore Orioles    | 67       | 95        | .414  | 36.5  |
| 5 | Tampa Bay Devil Rays | 55       | 106       | .342  | 48.0  |

Central Division
| # | Squadra            | Vittorie | Sconfitte | Perc. | Diff. |
| - | ------------------ | -------- | --------- | ----- | ----- |
| 1 | Minnesota Twins    | 94       | 67        | .584  | —     |
| 2 | Chicago White Sox  | 81       | 81        | .500  | 13.5  |
| 3 | Cleveland Indians  | 74       | 88        | .457  | 20.5  |
| 4 | Kansas City Royals | 62       | 100       | .383  | 32.5  |
| 5 | Detroit Tigers     | 55       | 106       | .342  | 39.0  |

West Division
| # | Squadra           | Vittorie | Sconfitte | Perc. | Diff. |
| - | ----------------- | -------- | --------- | ----- | ----- |
| 1 | Oakland Athletics | 103      | 59        | .636  | —     |
| 2 | Anaheim Angels    | 99       | 63        | .611  | 4.0   |
| 3 | Seattle Mariners  | 93       | 69        | .574  | 10.0  |
| 4 | Texas Rangers     | 72       | 90        | .444  | 31.0  |

     Vincitore Division
     Wild Card

### National League
East Division
| # | Squadra               | Vittorie | Sconfitte | Perc. | Diff. |
| - | --------------------- | -------- | --------- | ----- | ----- |
| 1 | Atlanta Braves        | 101      | 59        | .631  | —     |
| 2 | Montreal Expos        | 83       | 79        | .512  | 19.0  |
| 3 | Philadelphia Phillies | 80       | 81        | .497  | 21.5  |
| 4 | Florida Marlins       | 79       | 83        | .488  | 23.0  |
| 5 | New York Mets         | 75       | 86        | .466  | 26.5  |

Central Division
| # | Squadra             | Vittorie | Sconfitte | Perc. | Diff. |
| - | ------------------- | -------- | --------- | ----- | ----- |
| 1 | St. Louis Cardinals | 97       | 65        | .599  | —     |
| 2 | Houston Astros      | 84       | 78        | .519  | 13.0  |
| 3 | Cincinnati Reds     | 78       | 84        | .481  | 19.0  |
| 4 | Pittsburgh Pirates  | 72       | 89        | .447  | 24.5  |
| 5 | Chicago Cubs        | 67       | 95        | .414  | 30.0  |
| 6 | Milwaukee Brewers   | 56       | 106       | .346  | 41.0  |

West Division
| # | Squadra              | Vittorie | Sconfitte | Perc. | Diff. |
| - | -------------------- | -------- | --------- | ----- | ----- |
| 1 | Arizona Diamondbacks | 98       | 64        | .605  | —     |
| 2 | San Francisco Giants | 95       | 66        | .590  | 2.5   |
| 3 | Los Angeles Dodgers  | 92       | 70        | .568  | 6.0   |
| 4 | Colorado Rockies     | 73       | 89        | .451  | 25.0  |
| 5 | San Diego Padres     | 66       | 96        | .407  | 32.0  |

     Vincitore Division
     Wild Card

### Record Individuali
American League
| Stat. | Giocatore           | Squadra          | Totale |
| ----- | ------------------- | ---------------- | ------ |
| AVG   | Manny Ramírez       | Boston Red Sox   | .349   |
| HR    | Alexander Rodriguez | Texas Rangers    | 57     |
| RBI   | Alexander Rodriguez | Texas Rangers    | 142    |
| R     | Alfonso Soriano     | New York Yankees | 128    |
| H     | Alfonso Soriano     | New York Yankees | 209    |
| SB    | Alfonso Soriano     | New York Yankees | 41     |

| Stat. | Giocatore      | Squadra              | Totale |
| ----- | -------------- | -------------------- | ------ |
| W     | Barry Zito     | Oakland Athletics    | 23     |
| L     | Tanyon Sturtze | Tampa Bay Devil Rays | 18     |
| ERA   | Pedro Martínez | Boston Red Sox       | 2.26   |
| K     | Pedro Martínez | Boston Red Sox       | 239    |
| IP    | Roy Halladay   | Toronto Blue Jays    | 239 ⅓  |
| SV    | Eddie Guardado | Minnesota Twins      | 45     |

National League
| Stat. | Giocatore         | Squadra              | Totale |
| ----- | ----------------- | -------------------- | ------ |
| AVG   | Barry Bonds       | San Francisco Giants | .370   |
| HR    | Sammy Sosa        | Chicago Cubs         | 49     |
| RBI   | Lance Berkman     | Houston Astros       | 128    |
| R     | Sammy Sosa        | Chicago Cubs         | 122    |
| H     | Vladimir Guerrero | Montreal Expos       | 206    |
| SB    | Luis Castillo     | Florida Marlins      | 48     |

| Stat. | Giocatore       | Squadra              | Totale |
| ----- | --------------- | -------------------- | ------ |
| W     | Randy Johnson   | Arizona Diamondbacks | 24     |
| L     | Liván Hernández | San Francisco Giants | 16     |
| L     | Ben Sheets      | Milwaukee Brewers    | 16     |
| L     | Glendon Rusch   | Milwaukee Brewers    | 16     |
| ERA   | Randy Johnson   | Arizona Diamondbacks | 2.32   |
| K     | Randy Johnson   | Arizona Diamondbacks | 334    |
| IP    | Randy Johnson   | Arizona Diamondbacks | 260    |
| SV    | John Smoltz     | Atlanta Braves       | 55     |

- Randy Johnson vincitore della Tripla Corona dei lanci.

## Post Season
|  | Division Series | Division Series      | Division Series     |                      |                      | League Championship Series | League Championship Series | League Championship Series |  |  | World Series | World Series   | World Series |
|  |                 |                      |                     |                      |                      |                            |                            |                            |  |  |              |                |              |
|  | 1               | New York Yankees     | 1                   |                      |                      |                            |                            |                            |  |  |              |                |              |
|  | 4               | Anaheim Angels       | 3                   |                      |                      |                            |                            |                            |  |  |              |                |              |
|  | 4               | Anaheim Angels       | 3                   |                      | 4                    | Anaheim Angels             | 4                          |                            |  |  |              |                |              |
|  |                 |                      |                     |                      | 4                    | Anaheim Angels             | 4                          |                            |  |  |              |                |              |
|  |                 | 3                    | Minnesota Twins     | 1                    |                      |                            |                            |                            |  |  |              |                |              |
|  | 2               | 3                    | Minnesota Twins     | 1                    | Oakland Athletics    | 2                          |                            |                            |  |  |              |                |              |
|  | 2               |                      |                     |                      | Oakland Athletics    | 2                          |                            |                            |  |  |              |                |              |
|  | 3               | Minnesota Twins      | 3                   |                      |                      |                            |                            |                            |  |  |              |                |              |
|  |                 |                      |                     |                      |                      |                            |                            |                            |  |  | AL           | Anaheim Angels | 4            |
|  |                 |                      | NL                  | San Francisco Giants | 3                    |                            |                            |                            |  |  |              |                |              |
|  | 1               | Atlanta Braves       | 2                   |                      |                      |                            |                            |                            |  |  |              |                |              |
|  | 4               | San Francisco Giants | 3                   |                      |                      |                            |                            |                            |  |  |              |                |              |
|  | 4               | San Francisco Giants | 3                   |                      | 4                    | San Francisco Giants       | 4                          |                            |  |  |              |                |              |
|  |                 |                      |                     |                      | 4                    | San Francisco Giants       | 4                          |                            |  |  |              |                |              |
|  |                 | 3                    | St. Louis Cardinals | 1                    |                      |                            |                            |                            |  |  |              |                |              |
|  | 2               | 3                    | St. Louis Cardinals | 1                    | Arizona Diamondbacks | 0                          |                            |                            |  |  |              |                |              |
|  | 2               |                      |                     |                      | Arizona Diamondbacks | 0                          |                            |                            |  |  |              |                |              |
|  | 3               | St. Louis Cardinals  | 3                   |                      |                      |                            |                            |                            |  |  |              |                |              |

### Division Series
American League
| Data                                | Squadra di casa  | Squadra ospite   | Ris. |
| ----------------------------------- | ---------------- | ---------------- | ---- |
| 01/10                               | New York Yankees | Anaheim Angels   | 8-5  |
| 02/10                               | New York Yankees | Anaheim Angels   | 6-8  |
| 04/10                               | Anaheim Angels   | New York Yankees | 9-6  |
| 05/10                               | Anaheim Angels   | New York Yankees | 9-5  |
| Anaheim Angels vincono la serie 3-1 |                  |                  |      |

| Data                                 | Squadra di casa   | Squadra ospite    | Ris. |
| ------------------------------------ | ----------------- | ----------------- | ---- |
| 01/10                                | Oakland Athletics | Minnesota Twins   | 5-7  |
| 02/10                                | Oakland Athletics | Minnesota Twins   | 9-1  |
| 04/10                                | Minnesota Twins   | Oakland Athletics | 3-6  |
| 05/10                                | Minnesota Twins   | Oakland Athletics | 11-2 |
| 06/10                                | Oakland Athletics | Minnesota Twins   | 4-5  |
| Minnesota Twins vincono la serie 3-2 |                   |                   |      |

National League
| Data                                      | Squadra di casa      | Squadra ospite       | Ris. |
| ----------------------------------------- | -------------------- | -------------------- | ---- |
| 02/10                                     | Atlanta Braves       | San Francisco Giants | 5-8  |
| 03/10                                     | Atlanta Braves       | San Francisco Giants | 7-3  |
| 05/10                                     | San Francisco Giants | Atlanta Braves       | 2-10 |
| 06/10                                     | San Francisco Giants | Atlanta Braves       | 8-3  |
| 07/10                                     | Atlanta Braves       | San Francisco Giants | 1-3  |
| San Francisco Giants vincono la serie 3-2 |                      |                      |      |

| Data                                     | Squadra di casa      | Squadra ospite       | Ris. |
| ---------------------------------------- | -------------------- | -------------------- | ---- |
| 01/10                                    | Arizona Diamondbacks | St. Louis Cardinals  | 2-12 |
| 03/10                                    | Arizona Diamondbacks | St. Louis Cardinals  | 1-2  |
| 05/10                                    | St. Louis Cardinals  | Arizona Diamondbacks | 6-3  |
| St. Louis Cardinals vincono la serie 3-0 |                      |                      |      |

### League Championship Series
American League
| Data                                | Squadra di casa | Squadra ospite  | Ris. |
| ----------------------------------- | --------------- | --------------- | ---- |
| 08/10                               | Minnesota Twins | Anaheim Angels  | 2-1  |
| 09/10                               | Minnesota Twins | Anaheim Angels  | 3-6  |
| 11/10                               | Anaheim Angels  | Minnesota Twins | 2-1  |
| 12/10                               | Anaheim Angels  | Minnesota Twins | 7-1  |
| 13/10                               | Anaheim Angels  | Minnesota Twins | 13-5 |
| Anaheim Angels vincono la serie 4-1 |                 |                 |      |

National League
| Data                                      | Squadra di casa      | Squadra ospite       | Ris. |
| ----------------------------------------- | -------------------- | -------------------- | ---- |
| 09/10                                     | St. Louis Cardinals  | San Francisco Giants | 6-9  |
| 10/10                                     | St. Louis Cardinals  | San Francisco Giants | 1-4  |
| 12/10                                     | San Francisco Giants | St. Louis Cardinals  | 4-5  |
| 13/10                                     | San Francisco Giants | St. Louis Cardinals  | 3-2  |
| 14/10                                     | San Francisco Giants | St. Louis Cardinals  | 2-1  |
| San Francisco Giants vincono la serie 4-1 |                      |                      |      |

### World Series
| Data                                | Squadra di casa      | Squadra ospite       | Ris.  |
| ----------------------------------- | -------------------- | -------------------- | ----- |
| 19/10                               | Anaheim Angels       | San Francisco Giants | 3-4   |
| 20/10                               | Anaheim Angels       | San Francisco Giants | 11-10 |
| 22/10                               | San Francisco Giants | Anaheim Angels       | 4-10  |
| 23/10                               | San Francisco Giants | Anaheim Angels       | 4-3   |
| 24/10                               | San Francisco Giants | Anaheim Angels       | 16-4  |
| 26/10                               | Anaheim Angels       | San Francisco Giants | 6-5   |
| 27/10                               | Anaheim Angels       | San Francisco Giants | 4-1   |
| Anaheim Angels vincono la serie 4-3 |                      |                      |       |

## Premi
Miglior giocatore della Stagione
|    | Giocatore     | Squadra              |
| -- | ------------- | -------------------- |
| AL | Miguel Tejada | Oakland Athletics    |
| NL | Barry Bonds   | San Francisco Giants |

Rookie dell'anno
|    | Giocatore      | Squadra           |
| -- | -------------- | ----------------- |
| AL | Eric Hinske    | Toronto Blue Jays |
| NL | Jason Jennings | Colorado Rockies  |

Miglior giocatore delle World Series
| Giocatore  | Squadra        |
| ---------- | -------------- |
| Troy Glaus | Anaheim Angels |